# Нагара (Индия)
Нагара — историческая деревня в округе Шимога штата Карнатака в Индии, расположенная в 17 километрах от Хосанагары или 84 километрах от Шимоги. В XVI веке, она называлась Биданур или Биднур (Беднор) и была столицей государства наяков Келади.
Нагара на языке каннада буквально означает «город». Место находится среди зеленых густых лесов, которые подвергаются вырубке. Через деревню протекает река Шаравати.
Население составляло 2813 жителей по переписи 2011 г.

## История
Первоначально поселение имело название Бидарухалли («деревня из бамбука»). Около 1640 года оно стало столицей правителей Келади (Иккери) под именем Бидарур или Биданур, позже превратившись в Беднур. Посёлок рос так быстро, что якобы достиг ста тысяч домов и в народе назывался Нагара или Нагар, с крепостью, со стенами длиной 12 км и десятью воротами.
В 1763 году Хайдер Али, фактический правитель Майсура, захватил форт Беднура и переименовал поселение в Хайдернагар или Хайдернагара, который планировал сделать своей новой столицей. Он основал там арсенал и монетный двор и призвал купцов поселиться в городе. В 1783 году Беднур был оккупирован англичанами, но возвращён Типу Султаном. В 1789 году был переименован в Нагар.
Крестьяне в деревне и вокруг нее сыграли важную роль в Нагарском восстании против княжества Майсур в 1830 году. В 1881 г. был образован муниципалитет, но в 1893 г. он потерял статус административного центра, и его население сократилось.
В Нагаре жил борец за независимость Индии Шрипати Рао Балига (1914–2003), который продолжал работать на благо деревни в эпоху после обретения независимости.

## Достопримечательности
В Нагаре находятся дворец Шиваппа Наяка, руины форта Беднур, пруд Деваганга, храм Нилакентешвара и храм Гудде Венкатарамана. Форт построен на небольшом холме, рядом с озером. Вокруг форта проложен заполненный ров в защитных целях.
На холме внутри форта есть Дарбар-холл (Королевский двор), руины дворца, два пруда Акка Танги Кола (Пруды двух сестер) и пушка. Пруд Деваганга представляет собой группу из семи бассейнов для купания.
Храм Коллур Мукамбика находится в 40 км отсюда. Ближайший аэропорт — международный аэропорт Мангалура, расположенный в 146 км от Нагары.

## Галерея

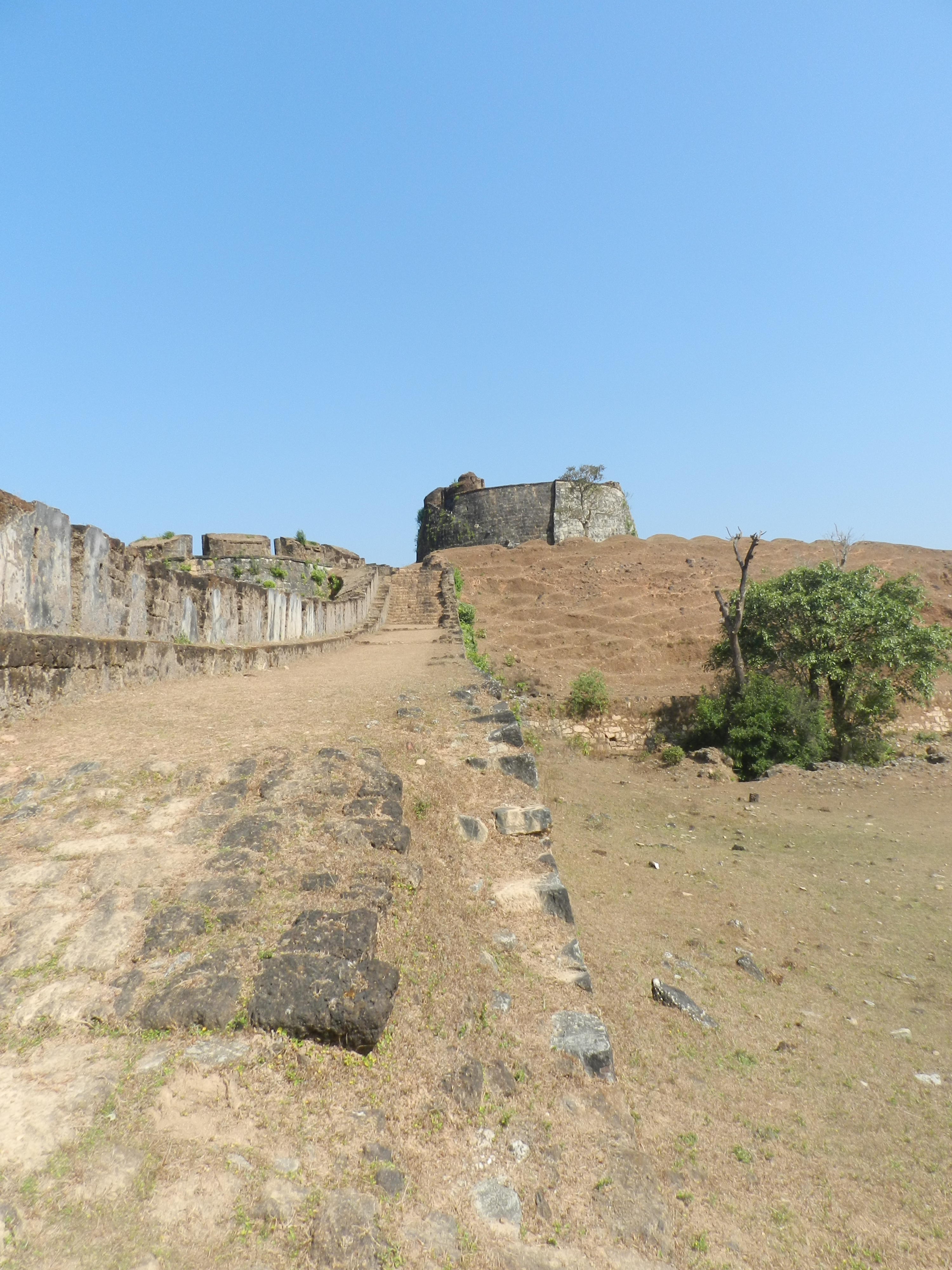
Форт Биданур (Беднор)
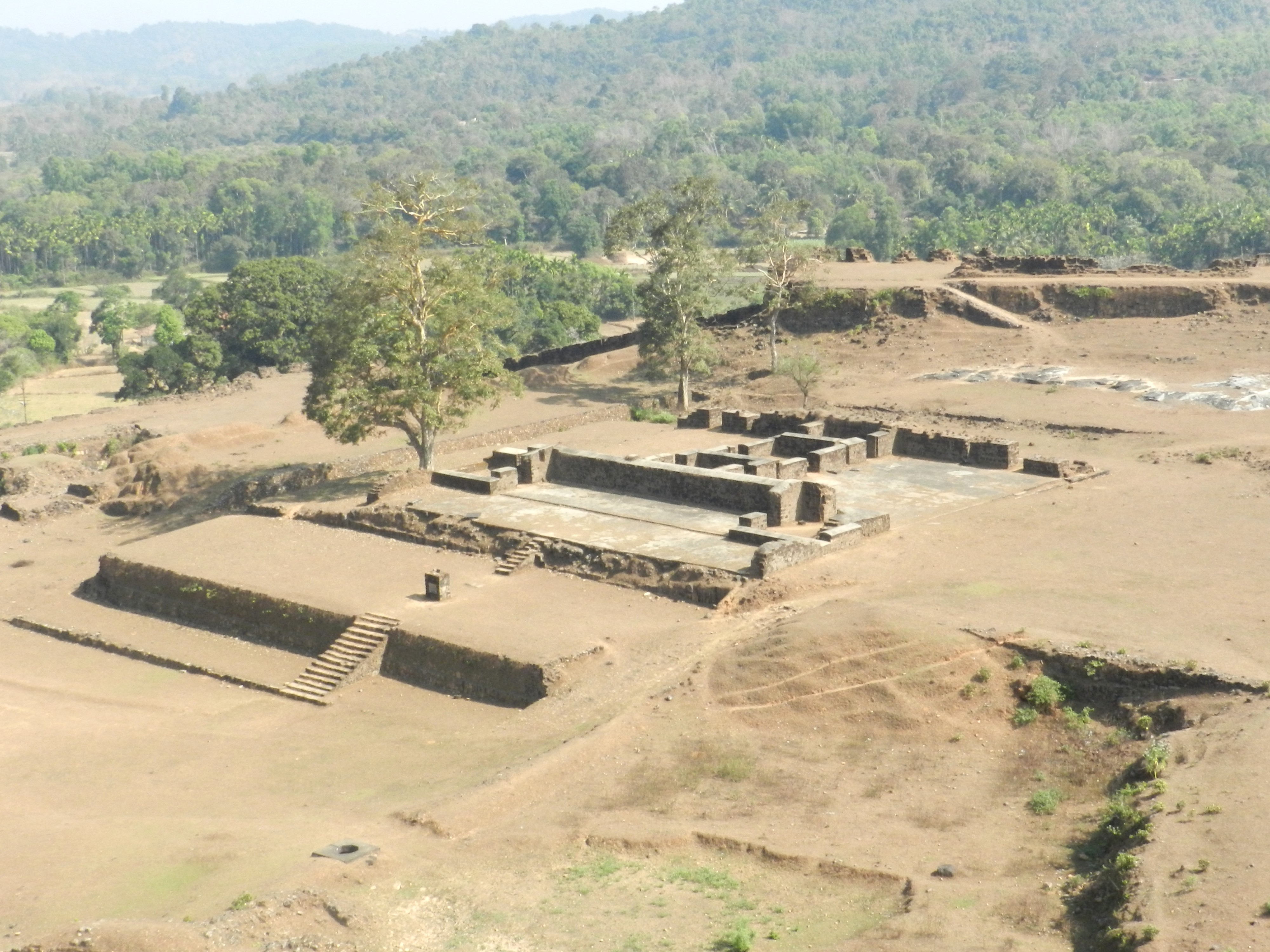
Руины форта Биданур
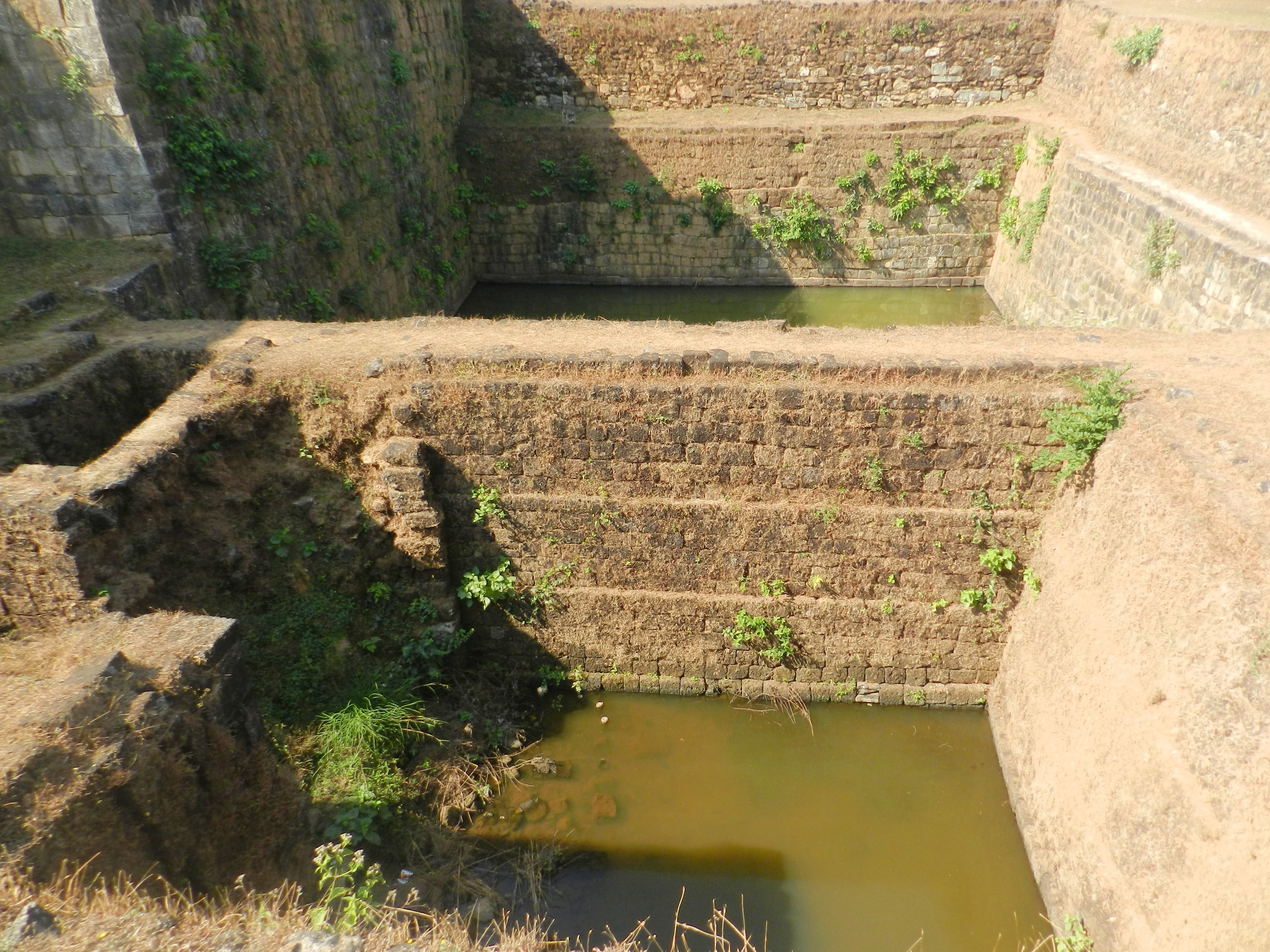
Пруды на территории форта